# Сан-Марчелло (титулярная церковь)
Титулярная церковь Сан-Марчелло (лат. Titulus Sancti Marcelli) — титулярная церковь, которая была возведена около 304 года Папой Марцеллом I. Он также был известен под именем Лучина Вторая, потому что располагался в доме римской святой матроны. Титул Марцелли появляется в списке римского синода от 1 марта 499 года. Согласно каталогу Пьетро Маллио, составленному во время понтификата Александра III, титулярная церковь была связана с базиликой Сан-Паоло-фуори-ле-Мура, а её священники по очереди совершали в ней Мессу. Титул принадлежит церкви Сан-Марчелло, расположенной в районе Рима Треви, на пьяцца ди Сан-Марчелло и виа дель Корсо. 

## Список кардиналов-священников титулярной церкви Сан-Марчелло
- Стефан — (494 — ?);
- Вилий — (590 — ?);
- Иоанн — (упоминается в 721)[1];
- Бенедикт — (761 — ?);
- Анастасий Библиотекарь — (847 — 850?);
- Мартин — (853 — ?);
- Иоанн — (1012 — до 1033);
- Иоанн — (1033 — до 1088);
- Одеризио ди Монтекассино, O.S.B.Cas — (1088 — 1099);
- Пьетро Капуано — (1099 — около 1112);
- Пьетро Герардеска — (1112 — 1117);
- Пётр — (около 1117 — после 1118);
- Пьер де Фонтен — (1118 — около 1140, после Конклава 1130 года последовал антипапой Анаклетом II);
- Джулио — (8 февраля 1144 — 1158, назначен кардиналом-епископом Палестрины);
- Конрад фон Виттельсбах — (1163 — 1163, назначен кардиналом-епископом Сабины);
- Матье Анжуйский — (1178 — 1183 или 1184, до смерти);
- Аделардо Каттанео — (6 марта 1185 — 1188)
- Фиданцио — (20 февраля 1193 — 19 февраля 1197, до смерти);
- Жерар, O.Cist. — (1199 — около 1200, до смерти);
- Пьетро Капуано старший — (1201 — 30 августа 1214, до смерти в Витербо);
- Никколо деи Конти ди Сеньи — (декабрь 1228 — 27 декабря 1239, до смерти);
- Пьер де Бар, O.Cist. — (28 мая 1244 — февраль 1252, назначен кардиналом-епископом Сабины);
  - вакантно (1252 — 1275);
- Вичедомино Де Вичедоминус — in commendam (7 июня 1275 — 6 сентября 1276, до смерти);
- Джакомо Колонна — титулярная диакония pro illa vice in commendam (апрель 1278 — 1294, в отставке)[2];
- Николя де Нонанкур — (18 сентября — после 13 октября 1294, назначен кардиналом-священником Сан-Лоренцо-ин-Дамазо)[3];
- Арно де Кантелю — (15 декабря 1305 — 14 декабря 1313, до смерти);
- Бертран дю Пуже — (17 декабря 1316 — 18 декабря 1327, назначен кардиналом-епископом Остии и Веллетри);
  - вакантно (1327 — 1361);
- Андруан де ла Рош, O.S.B. — (17 сентября 1361 — 29 октября 1369, до смерти);
- Жан Лефевр — (30 мая 1371 — 6 марта 1372, до смерти);
- Бертран де Коснак, C.R.S.A. — (1372 — 17 июня 1374, до смерти);
- Жан де Ла Гранж, O.S.B. — (20 декабря 1375 — 16 сентября 1394, назначен кардиналом-епископом Фраскати);
- Бартоломео Медзавакка — (18 сентября 1378 — 15 октября 1383 г. свергнут)
- Стефано Палозио — (1384 — 24 апреля 1396, до смерти);
  - вакантно (1396 — 1426);
- Антонио Казини — (27 мая 1426 — 4 февраля 1439, до смерти);
- Никколо д’Аччапаччо — (8 января 1440 — 3 апреля 1447, до смерти);
  - Франсуа де Меез, O.S.B. — (2 октября 1440 — 7 марта 1444, в отставке — псевдокардинал антипапы Феликса V);
  - Гийом д’Эстен — (1444 — 1450, в отставке — псевдокардинал антипапы Феликса V);
- Бартоломео Роверелла — (26 января 1462 — 2 мая 1476, до смерти);
- Джованни Микьель — (1484 — 14 марта 1491, назначен кардиналом-епископом Альбано);
  - вакантно (1491 — 1503);
- Педро Луис де Борха-Льянсоль де Романи, O.E.S.S.H. — (7 декабря 1503 — 4 октября 1511, до смерти);
- Франсиско де Ремолинс — (27 октября 1511 — 16 марта 1517, назначен кардиналом-епископом Альбано);
- Гильен-Рамон де Вик-и-де-Вальтерра — (13 ноября 1517 — 27 июля 1525, до смерти);
- Энрике де Кардона-и-Энрикес — (24 ноября 1527 — 7 февраля 1530, до смерти);
- Эгидио да Витербо, O.E.S.A. — (9 мая 1530 — 12 ноября 1532, до смерти);
- Марино Гримани — (12 ноября 1532 — 4 августа 1539, назначен кардиналом-священником Санта-Мария-ин-Трастевере);
- Дионизио Лаурерио, O.S.M. — (28 января 1540 — 17 сентября 1542, до смерти);
- Марчелло Крешенци — (6 ноября 1542 — 28 мая 1552, до смерти);
- Мигел да Силва — (27 июня 1552 — 29 ноября 1553, назначен кардиналом-священником Сан-Панкрацио-фуори-ле-Мур);
- Джироламо Вералло — (29 ноября 1553 — 10 октября 1555, до смерти);
- Джироламо Дандини — (25 октября 1555 — 4 декабря 1559, до смерти);
- Джованни Андреа Меркурио — (19 января 1560 — 2 февраля 1561, до смерти);
- Марко Антонио Амулио — титулярная диакония pro illa vice (10 марта 1561 — 17 марта 1571, 17 марта 1571 — 17 марта 1572, до смерти);
- Маркантонио Бобба — (2 июня 1572 — 18 марта 1575, до смерти);
  - вакантно (1575 — 1584);
- Джамбаттиста Кастанья — (9 января 1584 — 15 сентября 1590, избран Папой Урбаном VII);
- Бенедетто Джустиниани — (7 января 1591 — 17 марта 1599, назначен кардиналом-священником Санта-Приска);
- Паоло Эмилио Дзаккья — (17 марта 1599 — 31 мая 1605, до смерти);
- Инноченцо дель Буфало-Канчелльери — (1 июня 1605 — 30 января 1606, назначен кардиналом-священником Санта-Пуденциана);
- Франсуа д’Эскубло де Сурди — (30 января 1606 — 29 марта 1621, назначен кардиналом-священником Сан-Пьетро-ин-Винколи);
- Франческо Ченнини де Саламандри — (19 апреля 1621 — 25 февраля 1641, назначен кардиналом-епископом Сабины);
- Пьердонато Чези младший — (10 февраля 1642 — 30 января 1656, до смерти);
- Камилло Мельци — (23 апреля 1657 — 21 января 1659, до смерти);
- Джамбаттиста Спада — (27 января 1659 — 25 сентября 1673, назначен кардиналом-священником Сан-Кризогоно);
- Федерико Бальдески Колонна — (28 января 1675 — 9 апреля 1685, назначен кардиналом-священником Сант-Анастазия);
- Пьер Маттео Петруччи, Orat. — (9 июня 1687 — 5 июля 1701, до смерти);
- Джанальберто Бадоаро — (25 июня 1706 — 11 июля 1712, назначен кардиналом-священником Сан-Марко);
- Луиджи Приули — (11 июля 1712 — 28 мая 1714, назначен кардиналом-священником Сан-Марко);
- Вольфганг Ганнибал фон Шраттенбах — (7 декабря 1714 — 22 июля 1738, до смерти);
  - вакантно (1738 — 1743);
- Раффаэле Козимо де Джиролами — (23 сентября 1743 — 21 февраля 1748, до смерти);
- Марио Миллини — (1 апреля 1748 — 25 июля 1756, до смерти);
- Антонио Мария Эрба-Одескальки  — (19 ноября 1759 — 28 марта 1762, до смерти);
- Людовико Мерлини  — (19 апреля — 12 ноября 1762, до смерти);
- Джузеппе Симонетти  — (1 декабря 1766 — 4 января 1767, до смерти);
  - вакантно (1767 — 1802);
- Карло Франческо Казелли, O.S.M. — (20 сентября 1802 — 20 апреля 1828, до смерти);
- Томас Уэлд — (5 июля 1830 — 10 апреля 1837, до смерти);
- Кьяриссимо Фальконьери Меллини — (15 февраля 1838 — 22 августа 1859, до смерти);
  - вакантно (1859 — 1874);
- Мариано Фальчинелли Антониаччи, O.S.B. — (4 мая — 29 мая 1874, до смерти);
- Сальваторе Нобили Вителлески — (23 сентября — 17 октября 1875, до смерти);
- Луиджи ди Каносса — (20 марта 1877 — 12 марта 1900, до смерти);
- Казимиро Дженнари — (18 апреля 1901 — 31 января 1914, до смерти);
- Франц фон Беттингер — (28 мая 1914 — 12 апреля 1917, до смерти);
- Франческо Рагонези  — (16 июня 1921 — 14 сентября 1931, до смерти);
- Маурилио Фоссати, O.SS.G.C.N. — (16 марта 1933 — 30 марта 1965, до смерти);
- Карло Грано — (29 июня 1967 — 2 апреля 1976, до смерти);
- Доминик Игнатий Экандем — (24 мая 1976 — 24 ноября 1995, до смерти);
- Эдуар Ганьон, P.S.S. — (29 января 1996 — 25 августа 2007, до смерти);
- Агустин Гарсия-Гаско Висенте — (24 ноября 2007 — 1 мая 2011, до смерти);
- Джузеппе Бетори — (18 февраля 2012 — по настоящее время).